# Agnès de Hainaut
Agnès de Hainaut dite « la Boiteuse », née en 1152 et morte à Laon en 1173, fille du comte Baudouin IV de Hainaut, et d'Alix fille de Godefroid comte de Namur. Tante d'Isabelle de Hainaut, première femme de Philippe Auguste.  
Elle épouse Raoul Ier de Coucy, seigneur de Vervins, Marle, la Fère et Coucy, tué au siège de Saint-Jean-d'Acre le 15 octobre 1191, au cours de la troisième croisade.
Elle eut avec lui trois enfants :
- Yolande de Coucy (v. 1161- † 18 mars 1222), mariée en 1184 à Robert II de Dreux, (v. 1154 - † 28 décembre 1218), frère d'Alix de Dreux (1156 - († ap. 1217) ;
- Isabeau, mariée en premières noces à Raoul, comte de Roucy, et en secondes noces à Henri III († 1211), comte de Grandpré ;
- Ade, mariée à Thierry, seigneur de Beure (Diederich III van Beveren).

## Anecdotes
Agnès de Hainaut mourut à Laon en 1173 ; et comme elle avait sa sépulture dans l'abbaye de Nogent-sous-Coucy, il y eut à ce sujet de grandes contestations entre les religieux de cette abbaye et ceux de Saint-Vincent de Laon. C'était le droit de ceux-ci d'enterrer chez eux non seulement les chanoines de l'église cathédrale, mais encore les vassaux et ceux qui tenaient des fiefs mouvants de cette église lorsqu'ils mouraient à Laon, dans ce qu'on appelait alors les limites de la paix. Ceux de Nogent opposaient à ce droit la disposition testamentaire de la défunte, et l'affaire fut portée au Saint-Siège. Comme elle ne fut pas sitôt terminée, Agnès fut enterrée, comme elle l'avait souhaité, dans l'abbaye de Nogent, et Nivelon, évêque de Soissons, régla dans la suite les droits que ces deux abbayes auraient dorénavant à prétendre dans ces sortes d'occurrences.